# 国鉄キハ31形気動車
キハ31形気動車（キハ31がたきどうしゃ）は、日本国有鉄道（国鉄）および九州旅客鉄道（JR九州）に所属した一般形気動車である。
本項では、くま川鉄道に譲渡されたKT31形についても述べる。

## 概要
1987年（昭和62年）の国鉄分割民営化に先立ち、JR九州の経営基盤の整備を図る目的で製作された。台車・変速機・ブレーキ装置などの部品に廃車発生品を多用し、またドアや冷房装置・暖房装置等にはバス用汎用品を採用し、軽量化とコストダウンを推し進めた。さらにワンマン運転にも対応し、ワンマン運転用機器が容易に取り付けられるような構造としている。同時期にはJR北海道向けキハ54形500番台や、JR四国向けキハ54形0番台とキハ32形も製作しており、2形式とは設計や車体形状に共通項が多くみられる。
1986年（昭和61年）末から1987年初頭にかけて、20両（1 - 20）が新潟鐵工所および富士重工業で製造された。全車がJR九州に承継された後、1988年（昭和63年）3月に3両（21 - 23）が追加製造された。

## 構造

### 車体
九州に多数存在する急勾配区間での使用を考慮し、軽量化を図って重量あたりの出力を高くとるという目的から、有限要素法による構造解析を用いて設計された軽量ステンレス車体を採用している。併せて、車体長を従来車標準の20 mから17 mに短縮している。
側面窓は1段上昇式である。客用扉は幅900 mmの2枚折戸で、ドアエンジンはバス用の物を改良して使用しており、自動・半自動の切り替えが可能である。半自動ドアはボタンで操作する方式である。先述のようにワンマン運転を考慮していることから、客用扉は車端部に配置している。
運転室は客室面積や前面展望の確保、ワンマン運転対応を考慮して長さ1,440 mm・幅980 mmの半室構造とされたため、乗務員用扉は運転室側側面のみに設けられている。また運転台機器にもコストダウンのため流用品を多用している。側面の行先表示は行先標（サボ）によるもので、中央部窓下にサボ受けが設置されている。
前面はキハ54形とほぼ同じ様式で、中央に貫通扉を配した3枚窓である。貫通扉上に前照灯を設け、運転室窓上に種別・行先表示器を設置している。種別・行先表示器はバス用の手動式である。
車体は無塗装だが、九州地区の一般形車両標準色に準じた青24号の帯を配している。

### 車内設備
座席は観光路線での旅客サービスも考慮し、新幹線0系電車の廃車発生品の転換クロスシートを改造してシートピッチ910 mmで装備したが、一方を2人掛け、もう一方を1人掛けとした3列座席とし通路幅を確保している。追加製造された21 - 23は座席が新製のものとなっており、1 - 20と同一の座席配置・シートピッチだがその形状は全く異なる。また、後年はドア付近の座席の一部を撤去し定員数を増加したものや、ロングシートに改造されたものも存在する。
ワンマン運転に対応するため、運賃箱や運賃表示器、整理券発行器を容易に設置できるような室内構成となっており、運転席も低い位置に設けられ、室内を広く見渡せる構造としている。
冷房装置は同時期に製造されたキハ38形と同様、バス用冷房装置を流用したサブエンジン式の「AU34」を装備しているが、冷房能力が低いことから補助送風機として扇風機も併設されている。また、暖房はエンジンの冷却水を使用する温水式で、座席下に温水を温風にする自動車用の暖房器を設置している。
トイレは設置されていない。定員は98人（うち座席定員38人）である。

### 主要機器

#### エンジン・変速機
エンジンはキハ37形で採用された新潟鐵工所製の直噴式「DMF13S」を横型に設計変更したDMF13HS形 (250 PS / 1,900 rpm) を1基搭載している。液体変速機は廃車発生品の神鋼造機製「TC2A」および新潟鐵工所グループの新潟コンバータ製「DF115A」をはずみ車室およびクラッチを強化して再利用している。このように、エンジンの250 PS化と車体長短縮やステンレス化などの軽量化によって性能向上が図られており、キハ31形2両編成（編成500 PS）でキハ58形＋キハ28形の2両編成（編成540 PS）とほぼ同等（低速時のみわずかに下回る）の加速性能を有している。

#### 台車
台車も廃車発生品の金属バネ台車を使用しているが、ブレーキシリンダを従来より車体中心寄りに配置しているため、台車枠と基礎ブレーキ装置に小改造を施したDT22G（動台車）・TR51E（付随台車）を装着している。また、ブレーキ装置もキハ58系まで採用されていたものと同一仕様の「DA1」自動空気ブレーキを流用装備しており、最高速度は95 km/hに制限されている。なお、勾配走行時の空転防止のために砂撒き装置を設置できるよう準備工事がされ、一部車両では本設とされている。
このように、変速機やブレーキ機器が旧型気動車の廃車発生品の流用であるため、在来一般形気動車との併結運転が可能となっている。

#### 保安装置
新製時はATS-S形だったが後にSK形への改造を受けた。さらにSK形の機能を含むATS-DK形に改造された。

## 改造工事

### ワンマン化改造
1988年の香椎線・三角線でのワンマン運転開始に合わせて、両線区用のキハ31形にワンマン化改造が施工された。その後はワンマン運転の拡大によりキハ31形の全車がワンマン車となった。なお、直方車両センター所属車のうち、若松線などの都市型ワンマンを採用している線区で運用されている車両の一部は、運賃箱を撤去し整理券発券機にもカバーが掛けられている（ただし運賃表は残されている）。
2016年3月からは熊本車両センター所属車の運賃表示器がLEDからキハ200系や817系0番台で順次交換されているレシップ社の『OBC-VISION』に更新されていた。

### 「いさぶろう・しんぺい」用簡易お座敷車
肥薩線人吉駅 - 吉松駅間では1996年3月16日改正より観光列車「いさぶろう・しんぺい」の運行が開始されることになり、キハ31 14の座席の一部をお座敷に改造して投入された。
列車は人吉発吉松行きが「いさぶろう」、吉松発人吉行きが「しんぺい」であり、ヘッドマークは吉松方前頭部に「いさぶろう」、人吉方前頭部に「しんぺい」が掲出された。矢岳第一トンネルの出入口の人吉方に逓信大臣・山縣伊三郎の、吉松方に鉄道院総裁・後藤新平の揮毫による篇額が設置されていることに因んで命名されている。
2004年3月の九州新幹線部分開業を機に「いさぶろう・しんぺい」はキハ140形のリニューアル改造車に置き換えられたが、2005年10月2日からは熊本 - 人吉間臨時快速「九千坊号」が旧「いさぶろう・しんぺい」用と同様のキハ31形簡易お座敷車を使用して運転を開始した。列車名は球磨川に棲んでいたと伝えられる河童の頭領「九千坊」に由来する。「九千坊号」は2009年4月の「SL人吉」運転開始を前に運行を終了した。

### セミロングシート化改造
オール転換クロスシートではラッシュ時の収容力に難があることから、1997年より大分地区の5両で一部座席のロングシート化が行われた。出入口付近の片隅にクロスシートを8人分残した以外はロングシートに交換され、吊り手の設置も行われた。定員は従来の98人から111人に増加した。

### その他の改造
2008年にはドアチャイムが設置された。そのほかスカートの設置などの改造も行われている。

## 運用
当初は熊本運転所（現・熊本鉄道事業部熊本車両センター）に11両、唐津運転区（現・唐津鉄道事業部唐津運輸センター）に7両（諸事情により実際は7両全車が竹下気動車区（現・博多運転区）に配置された）、大分運転所（現・大分車両センター）に2両が配置され、1987年（昭和62年）2月15日から営業運転を開始した。1987年4月1日の国鉄分割民営化に合わせ全車が九州旅客鉄道（JR九州）に継承された。
1988年（昭和63年）3月13日のダイヤ改正で香椎線と三角線でのワンマン運転が開始されるのを前に、唐津配置の車両は竹下気動車区に4両、長崎運転所（現・長崎鉄道事業部佐世保車両センター）に3両が転出し、併せて新製車3両が竹下に配置された。
その後、キハ200系の新製と、香椎線での車内収受方式によるワンマン運転の中止により、1994年（平成6年）3月のダイヤ改正までに竹下と長崎からは撤退し、熊本鉄道事業部（人吉運用を含む）と大分鉄道事業部に集められた。その後2001年（平成13年）に4両が鹿児島運転所（現・鹿児島鉄道事業部鹿児島車両センター、日南鉄道事業部運用）に転出した。2006年には直方運輸センターと熊本車両センターへの集中配置となった。
2004年にはくま川鉄道に1両（キハ31-20）が譲渡され、KT-31形として同鉄道の湯前線で2013年まで運用された。
2019年（平成31年）3月16日のダイヤ改正で定期運用を終了。同月23日には原田線のラストラン列車を最後に営業運転を終了した。2019年（平成31年）4月1日時点の配置は博多運転区（南福岡車両区竹下車両派出）に2両（3・7）、熊本鉄道事業部熊本車両センターに6両（6・9 - 11・17・22）であった。
同年9月以降順次廃車され、最後に残った9が同年12月10日付で廃車されたのをもって廃形式となった。全車両が小倉総合車両センターにて解体された。

### 熊本地区

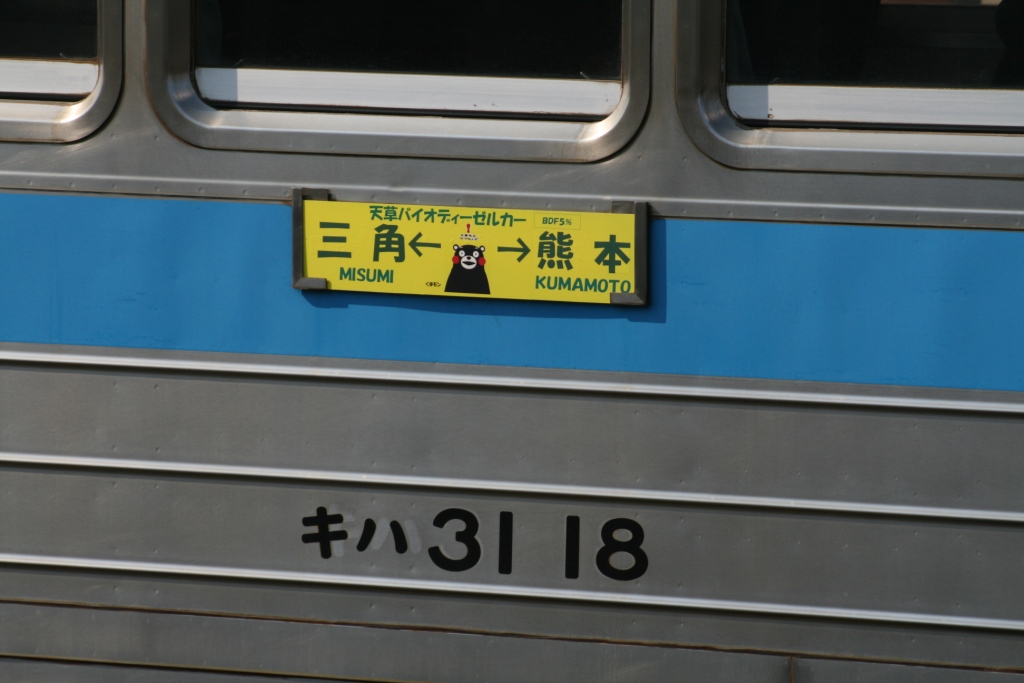
「天草バイオディーゼルカー」として運行されたキハ31 18のサボ
中央部にくまモンがいる

熊本地区では熊本運転所への新製配置があり、当初は豊肥本線および三角線（鹿児島本線熊本 - 宇土間も含む）で運用された。肥薩線用車両は1993年から2004年にかけて人吉鉄道事業部の配置となっていた。
1996年より肥薩線の観光列車「いさぶろう・しんぺい」に使用される車両は一部座席の背もたれを向かい合わせに固定し、その座席の座布団を取り外して畳敷きの床板をはめ込む簡易お座敷化されていた。2005年からは「九千坊号」用として使用されていた。
18は2010年11月に、廃油から製造されたバイオディーゼル燃料を使用して運行する「天草バイオディーゼルカー」として運行された。
長らく使用されてきた肥薩線への運用は2016年（平成28年）3月31日に消滅した。これは3月26日のダイヤ改正で肥薩線の普通列車の運用の一部に熊本 - 人吉間の快速列車が組み込まれ、運行時間が1時間30分と長く、トイレ設置車が使用されるようになったためである。またこれまでも肥薩線の八代 - 人吉間など運行時間が1時間を超える運用についていたが、同区間のうち八代 - 球泉洞間の途中の駅にトイレの設置がないため、肥薩線の普通列車の運用にはトイレ設置車であるキハ40形やキハ220形を使用することになり肥薩線から撤退した。なお、肥薩線・豊肥本線ともに代走等で走行することがあった。
2017年3月4日付で6・9・10、同年7月に11・22の計5両が直方より転属してきた反面、2018年1月から3月にかけて1・4・12・14・16の5両が廃車、2019年2月には13・18の2両が廃車となるなど、運用離脱・廃車が発生し、2019年4月時点で新製配置より熊本生え抜きの車両は17の1両だけとなっていた。
2018年（平成30年）11月22日には小倉総合車両センターにて総合脱線復旧訓練が廃車後の同形式を用いて行われた。
2019年3月16日、三角線での定期運行を終了した。2019年4月1日時点で熊本鉄道事業部熊本車両センターに6両（6・9 - 11・17・22）が配置されていたが、同年11月に10・11・17・22の4両が廃車され、同年12月6日に6が廃車、最後まで残った9も同年12月10日付で廃車となった。

### 筑豊地区

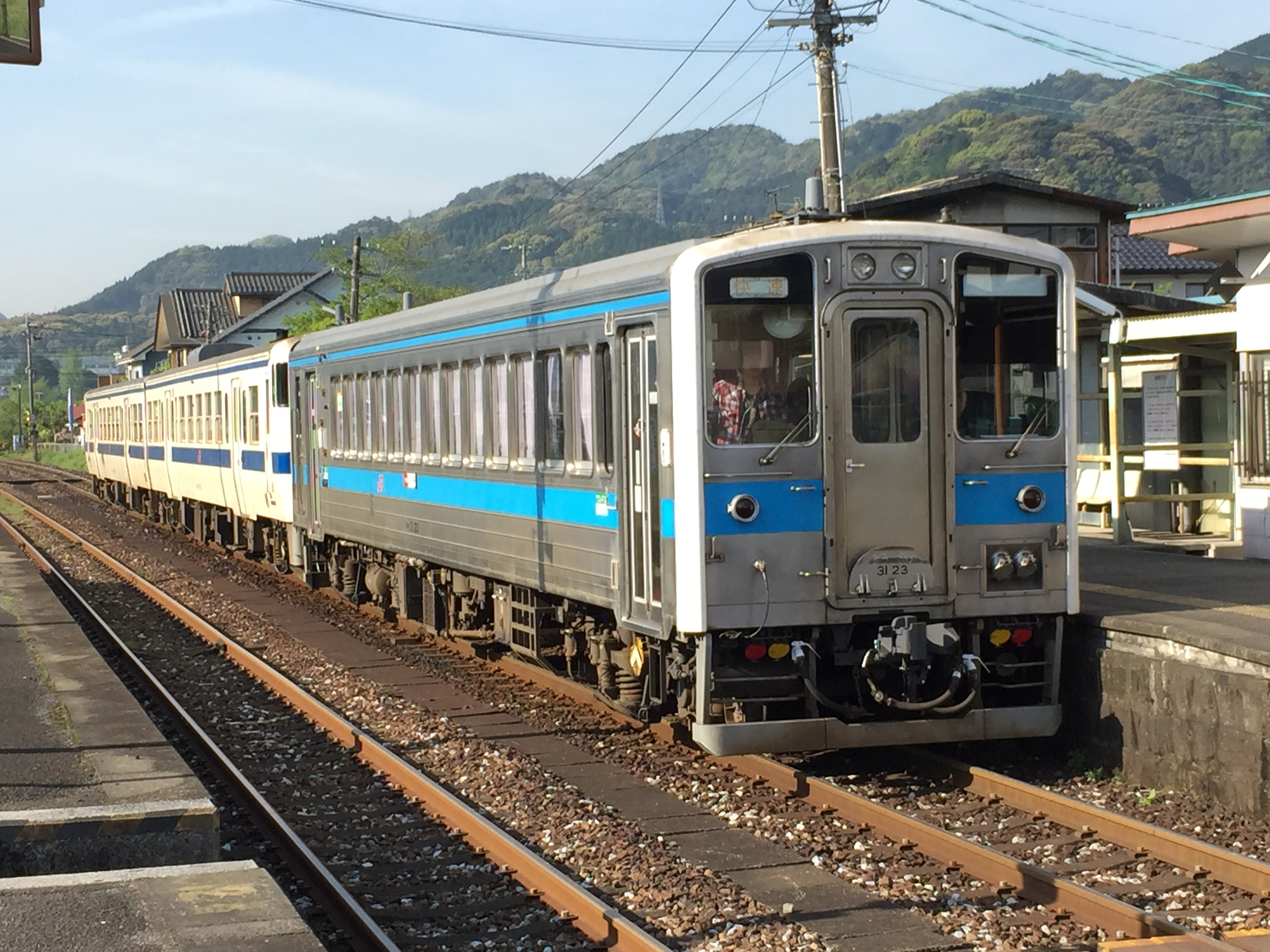
石原町駅にて。平日上り快速の先頭に連結されていたキハ31 23

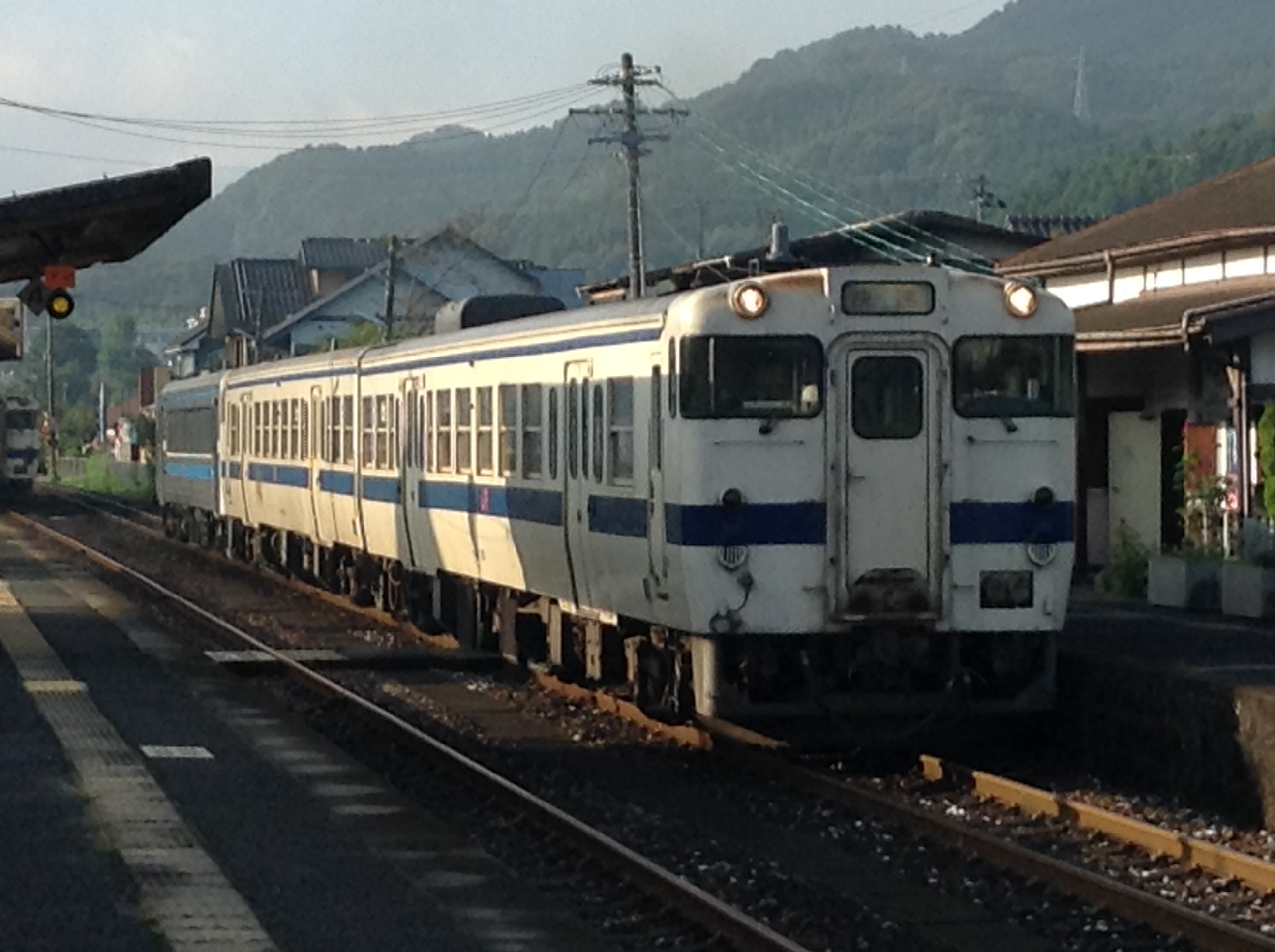
石原町駅にて。平日上り快速。運用変更のため最後尾に連結されているキハ31 23。ちなみに小倉到着後キハ31 23は小倉工場に単機で入場した。

筑豊地区では竹下気動車区への配置車が使用され、当初は筑豊本線・篠栗線・香椎線などに投入された。
2006年（平成18年）には大分、鹿児島（日南運用）所属車が筑豊篠栗鉄道事業部直方車両センターに転出し、同年8月1日より使用されている。直方には合計14両が配置され、6両（8 - 10・21 - 23）が直方運用、7両（2・3・5・6・11・15・19）が日田彦山線運用で、7は共通運用に就いていた。なお、後藤寺線に関しては篠栗線との関連で新製当初から1995年（平成7年）まで運用されていたことがある。
直方運用は主に筑豊本線直方 - 若松間（若松線）、日田彦山線運用は後藤寺線（全線）および日田彦山線城野 - 彦山（早朝1往復と平日の上り快速、後藤寺線直通列車)および日豊本線小倉 - 城野（日田彦山線直通のみ）、筑豊本線桂川 - 原田間（原田線）に使用されていた。特に15または23は、検査時以外は日田彦山線の平日上り快速の先頭（検査入場等の一部運用変更時は最後尾）に連結していた。なお、15または23が検査入場時は7等の転換クロスシート車が代わりに充当されるが、場合によってはロングシート車が充当されていた。
2017年3月4日のダイヤ改正の数ヶ月前頃から日田彦運用と直方運用の明確な区別が無くなっていた。しかし直方運用車の一部は料金箱が撤去されており運賃の車内収受ができないため、日田彦山線運用充当には車内収受を行わない車掌乗務の平日快速のみにしか充当できなかった。
2017年（平成29年）3月4日のダイヤ改正より若松線運用が全てBEC819系に置き換えられた。更に日田彦山線運用（主に後藤寺線・原田線）もキハ40形等との共通運用化という形で大規模な運用変更が行われた。2・5・8・15・19・21・23の7両が廃車回送され、6・9・10の3両は3月4日付で熊本車両センターへ転属した。なお廃車回送された7両は、8・15・21・23の4両は2017年6月から7月にかけて、2・5・19の3両は2018年1月に廃車されている。
残る3・7・11・22が引き続き直方に配備されていた。22のみ2017年3月4日のダイヤ改正で完全に休車の扱いとなり運用から離脱、11・22は2017年7月に熊本へ転属した。
ダイヤ改正後は予備車として扱われており、定期運用は持たなかったが、キハ40・140の代走として後藤寺線及び原田線の運用に就く日もあった。なお、2017年4月中旬ごろまでは日田彦山線・後藤寺線の回1531D→回925D→925D→932D→回3920D（いずれも2017年3月のダイヤ改正当時の列車番号）の定期運用に固定運用として就いていたが、2017年6月現在は全てキハ147もしくはキハ47に置き換えられた。
2018年3月17日のダイヤ改正で定期運用を終了した。残った2両（3・7）は博多運転区（南福岡車両区竹下車両派出）に配置され、小倉総合車両センターに入場するー部の気動車の伴走車として使われていたが、2019年3月ダイヤ改正以降は、竹下運用（香椎線）が全てBEC819系に置き換えられた事に伴って運用離脱したキハ40形2両（2037・2053）によって置き換えられた。その後、2019年10月26日付で3が、同月31日付で7が廃車された。

### 大分地区
大分地区では1987年に2両が大分運転所に新製配置され、久大本線や豊肥本線で使用された。1992年7月時点では11両が大分運転所に配置されていたが、2002年に4両が日南線用として鹿児島総合車両所へ転出した。2006年のキハ220形200番台新製投入により大分地区用のキハ31形全車が筑豊地区へ転出した。

### 長崎地区
1988年に竹下気動車区へキハ31形3両（21 - 23）が新製配置されたのに伴い、従来のキハ31形3両（9 - 11）が長崎運転所へ転出した。1992年に大分地区転用により3両とも大分運転所へ再転出した。

### 日南線
2002年に大分地区の4両が鹿児島総合車両所へ転属し、日南線などで使用された。2006年に全車とも筑豊地区用として直方運輸センターに転出している。

## 譲渡車

### くま川鉄道

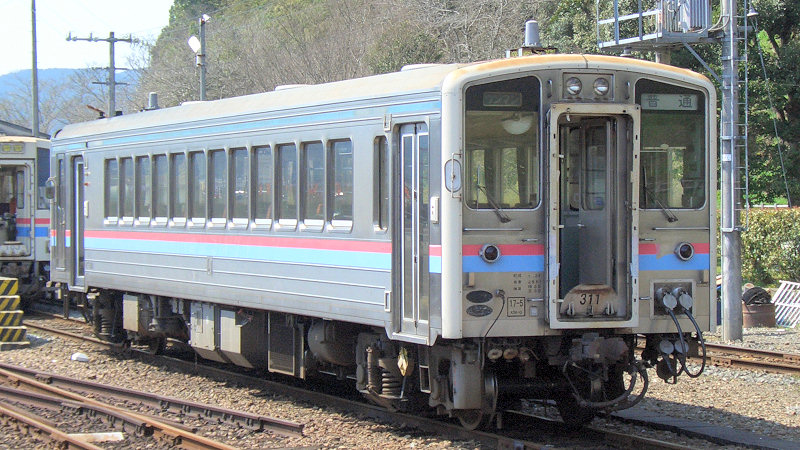
くま川鉄道KT31形 KT-311

2004年（平成16年）3月13日のダイヤ改正で急行「くまがわ」が特急列車に格上げされ、急行時代の「くまがわ」用車両のくま川鉄道線への乗入れが廃止されたことから、同線の朝ラッシュ時の輸送力確保のために1両 (20) がくま川鉄道へ譲渡された。同社での呼称はKT31形 (311) であった。
在来車のKT-500形への置き換えに先立ち、KT-311は2013年に運用を離脱して廃車解体された。キハ31形を出自とする車両では初の廃車解体となった。